# Havemanns Magasin
Havemanns Magasin A/S var et stormagasin på Vesterbrogade 74-76 på Vesterbro i København og en filial i Lyngby Storcenter.
Stormagasinet blev grundlagt i 1888 under navnet Magasin du Nord, Vesterbro Afdeling. I 1898 ansattes Johan Havemann (1870-1944) som forretningsbestyrer, og i 1919 overtog han virksomheden for egen regning. Johan Havemann drev sin forretning godt frem. I 1938‑40 foretog han en storstilet udvidelse og ombygning ved arkitekterne Henning Ortmann og Viggo Berner Nielsen og skabte derved et nyt og moderne stormagasin i funktionalistisk ånd. Omdannelsen kostede omkring 2,5 mio. kroner. Stormagasinet havde 50 afdelinger og et personale på over 500. Forretningen fik samtidig navneforandring til Havemanns Magasin (bygningen rummer i dag Føtex).
I 1942 blev magasinet omdannet til aktieselskab. Johan Havemann blev i 1944 myrdet som offer for clearingmord, og sønnerne Johan G. Havemann (1910-1998) og Axel Havemann (1899-?) tog over sammen med Einar Jensen (1891-?).
Havemanns Magasin trådte i likvidation i 1975.